# NASCAR Nationwide Series 2011

Das Logo der Nationwide Series

Die NASCAR-Nationwide-Series-Saison 2011 begann am 19. Februar 2011 mit dem DRIVE4COPD 300 auf dem Daytona International Speedway und endete am 19. November 2011 mit dem Ford 300 im Zuge des Ford Championship Weekends auf dem Homestead-Miami Speedway.

## Rennkalender
| Datum      | Rennen                                                        | Rennstrecke                     | Pole-Position          | Sieger                 |
| ---------- | ------------------------------------------------------------- | ------------------------------- | ---------------------- | ---------------------- |
| 19.02.2011 | DRIVE4COPD 300                                                | Daytona International Speedway  | Clint Bowyer           | Tony Stewart           |
| 26.02.2011 | Bashas’ Supermarkets 200                                      | Phoenix International Raceway   | Kyle Busch             | Kyle Busch             |
| 05.03.2011 | Sam’s Town 300                                                | Las Vegas Motor Speedway        | Carl Edwards           | Mark Martin            |
| 19.03.2011 | Scotts EZ Seed 300                                            | Bristol Motor Speedway          | Ricky Stenhouse junior | Kyle Busch             |
| 26.03.2011 | Royal Purple 300                                              | Auto Club Speedway              | Carl Edwards           | Kyle Busch             |
| 08.04.2011 | O’Reilly Auto Parts 300                                       | Texas Motor Speedway            | Carl Edwards           | Carl Edwards           |
| 16.04.2011 | Aaron’s 312                                                   | Talladega Superspeedway         | Elliott Sadler         | Kyle Busch             |
| 23.04.2011 | Nashville 300                                                 | Nashville Superspeedway         | Joey Logano            | Carl Edwards           |
| 29.04.2011 | BUBBA Burger 250                                              | Richmond International Raceway  | Carl Edwards           | Denny Hamlin           |
| 06.05.2011 | Royal Purple 200                                              | Darlington Raceway              | Kyle Busch             | Kyle Busch             |
| 14.05.2011 | 5-Hour Energy 200                                             | Dover International Speedway    | Carl Edwards           | Carl Edwards           |
| 22.05.2011 | John Deere Dealers 250 presented by Pioneer                   | Iowa Speedway                   | Drew Herring           | Ricky Stenhouse junior |
| 28.05.2011 | Top Gear 300                                                  | Charlotte Motor Speedway        | Ricky Stenhouse junior | Matt Kenseth           |
| 04.06.2011 | STP 300                                                       | Chicagoland Speedway            | Aric Almirola          | Justin Allgaier        |
| 18.06.2011 | Alliance Truck Parts 250                                      | Michigan International Speedway | Paul Menard            | Carl Edwards           |
| 25.06.2011 | Bucyrus 200                                                   | Road America                    | Michael McDowell       | Reed Sorenson          |
| 01.07.2011 | Subway Jalapeño 250                                           | Daytona International Speedway  | Kevin Harvick          | Joey Logano            |
| 08.07.2011 | Feed the Children 300                                         | Kentucky Speedway               | Elliott Sadler         | Brad Keselowski        |
| 16.07.2011 | New England 200                                               | New Hampshire Motor Speedway    | Brad Keselowski        | Kyle Busch             |
| 23.07.2011 | Federated Auto Parts 300                                      | Nashville Superspeedway         | Brad Keselowski        | Carl Edwards           |
| 30.07.2011 | 30th Annual Kroger 200                                        | Lucal Oil Raceway               | Ricky Stenhouse junior | Brad Keselowski        |
| 06.08.2011 | U.S. Cellular 250 presented by the Enlist Weed Control System | Iowa Speedway                   | Elliott Sadler         | Ricky Stenhouse junior |
| 13.08.2011 | Zippo 200 at the Glen                                         | Watkins Glen International      | Kurt Busch             | Kurt Busch             |
| 20.08.2011 | NAPA Auto Parts 200                                           | Circuit Gilles-Villeneuve       | Jacques Villeneuve     | Marcos Ambrose         |
| 26.08.2011 | Food City 250                                                 | Bristol Motor Speedway          | Kyle Busch             | Kyle Busch             |
| 03.09.2011 | Great Clips 300                                               | Atlanta Motor Speedway          | Carl Edwards           | Carl Edwards           |
| 09.09.2011 | Virginia 529 College Savings 250                              | Richmond International Raceway  | Brad Keselowski        | Kyle Busch             |
| 17.09.2011 | Dollar General 300                                            | Chicagoland Speedway            | Brian Scott            | Brad Keselowski        |
| 01.10.2011 | OneMain Financial 200                                         | Dover International Speedway    | Elliott Sadler         | Carl Edwards           |
| 08.10.2011 | Kansas Lottery 300                                            | Kansas Speedway                 | Carl Edwards           | Brad Keselowski        |
| 14.10.2011 | Dollar General 300 Miles of Courage                           | Charlotte Motor Speedway        | Paul Menard            | Carl Edwards           |
| 05.11.2011 | O’Reilly Auto Parts Challenge                                 | Texas Motor Speedway            | Elliott Sadler         | Trevor Bayne           |
| 12.11.2011 | WYPALL 200                                                    | Phoenix International Raceway   | Aric Almirola          | Sam Hornish Jr.        |
| 19.11.2011 | Ford 300                                                      | Homestead-Miami Speedway        | Brad Keselowski        | Brad Keselowski        |

## Gesamtwertung

### Fahrerwertung
| Pos. | Fahrer              | Punkte |
| ---- | ------------------- | ------ |
| 1.   | Ricky Stenhouse jr. | 1222   |
| 2.   | Elliott Sadler      | 1177   |
| 3.   | Justin Allgaier     | 1105   |
| 4.   | Aric Almirola       | 1095   |
| 5.   | Reed Sorenson       | 1062   |
| 6.   | Jason Leffler       | 1028   |
| 7.   | Kenny Wallace       | 963    |
| 8.   | Brian Scott         | 947    |
| 9.   | Michael Annett      | 944    |
| 10.  | Steve Wallace       | 921    |
|      | ...                 |        |